# Remo Bodei
Remo Bodei (Cagliari, Cerdeña, 3 de agosto de 1938-Pisa, 7 de noviembre de 2019) fue un filósofo y ensayista italiano.

## Trayectoria
Licenciado en la Universidad de Pisa, en 1961 (y doctorado luego en 1965), tuvo como maestro a Arturo Massolo quien lo introdujo en el estudio del idealismo alemán, concretamente en la filosofía hegeliana. Luego acabó su formación histórico-filosófica en Tubinga y Friburgo, para asistir a clases de Ernst Bloch y Eugen Fink; o en Heidelberg, para oír a Karl Löwith y Dieter Henrich; después, estuvo en Bochum ya con una beca Humboldt. Regresó a Pisa en 1968.
Fue asesor de varias editoriales (Feltrinelli, Einaudi, Il Mulino). Bodei fue profesor invitado en Cambridge, Otawa, Nueva York, Toronto, Gerona, México, California (Los Ángeles). Además fue conocido como conferenciante en todo el mundo, y muy a menudo en España (hablaba además castellano).
Desde 2006 fue únicamente profesor de filosofía en la UCLA de Los Ángeles, tras haber enseñado durante muchos años, al mismo tiempo, historia de la filosofía y estética en Pisa, tanto en la Scuola Normale Superiore, desde 1970, como en la Universidad de esta ciudad, un año después.
Además hizo diversas ediciones o versiones italianas de textos de Hegel, Rosenkranz, Rosenzweig, Adorno, Krakauer, Foucault y Blumenberg. Sus libros han sido traducidos a múltiples lenguas.

## La obra
Empezó con los presocráticos (fue alumno de Giorgio Colli), pero —aun haciendo incursiones en el pensamiento antiguo (Polibio, Agustín) o barroco (Spinoza)—, su atención se volcó más en los contemporáneos, para insertar nuestro pensamiento en el pasado y huyendo de las llamadas filosofías nacionales. Ya en Scomposizioni (1987), Bodei tocaba el problema de la genealogía del hombre contemporáneo y proponía la metáfora de la geometría variable para indagar las estructuras conceptuales que subyacen hoy a los problemas.
Prosiguió este trabajo en Geometria delle passioni (1991) y en Destini personali (2002), que son dos obras capitales de su trayectoria.
En paralelo, su Ordo amoris (remozado en 1996 y 2005), es un estudio clásico sobre nuestro mundo de ideas con el trasfondo de Agustín de Hipona, pero, a la vez, es un ensayo moderno, preludio de Una geometría de las pasiones. El primero se sitúa al final de período romano, en la lógica transhistórica agustiniana; el segundo se inscribe en la modernidad, y se apoya en las ideas de Spinoza, uno de los pensadores más estimados por Bodei, para llegar a la Revolución francesa. Destini personali parte del pensamiento difuso sobre las masas, a finales del siglo XIX, y llega a analizar la crisis del siglo XX a la luz de la diseminación del individuo.
Por otra parte, ha ofrecido escritos de otro cariz. Con Se la storia ha un senso, de 1997, repasó toda la historiografía desde Polibio hasta los teorizadores actuales sobre la Historia. Con Il noi diviso, de 1998, se acercó sociológicamente a la Italia contemporánea. En La filosofía nel Novecento, de 1997, aunque retomaba páginas anteriores, hizo un balance del pensamiento del siglo XX, desde Husserl hasta Foucault y Parfit, pasando por Gadamer, Blumenberg o Arendt, así como los pensadores anglosajones.
Interesado por el psicoanálisis analizó los vínculos entre psicoanálisis y sociedad, las relaciones entre filosofía y psicoanálisis o la hermenéutica y la ciencia. En Le logiche del delirio, ofrece la lectura de una carta de Freud, para ver cómo el pasado se adhiere al presente; en Il dottor Freud señala que la grandeza freudiana «fue la de usar el conocimiento y los afectos como dispositivo conjunto para salir de la pasividad», pese a depender de «modelos blindados de tipo positivista». De ahí que haya trabajado asimismo sobre teoría de la memoria: en su ensayo Piramidi di tempo, de 2006, analiza otra sutura y otras ramificaciones mentales, como es la sensación extraña de haber vivido ya una situación anterior.
En su ensayo Paesaggi sublimi, de 2008, analizó la experiencia extraña que se siente ante ciertos paisajes, comparando la sensibilidad de hoy con la antigua, más allá de la visión estética que él sintetizó en su monografía Le forme del bello, 1995. En La vita delle cose, de 2009, hizo un penetrante ensayo sobre el revés del sujeto, ese mundo de objetos que afluye hacia él; su escrito viaja a través de los clásicos y sus visiones, la memorias de las cosas, o los bodegones holandeses. En Ira, de 2010, analizó uno de los siete pecados capitales, que es una pasión que irrumpe con fuerza y que no siempre es negativa.
El 1 de junio de 2001, por iniciativa del presidente de la República, fue nombrado Grand'Ufficiale dell'Ordine al mérito della Repubblica Italiana, por su impulso a la Filosofía. A él se debe la creación del 'Festivalfilosofia' de Modena, Carpi y Sassuolo, que es una cita para los profesores de universidad; fue para él un evento fundamental: era el Presidente del Comité Científico 
Publicaciones en italiano:

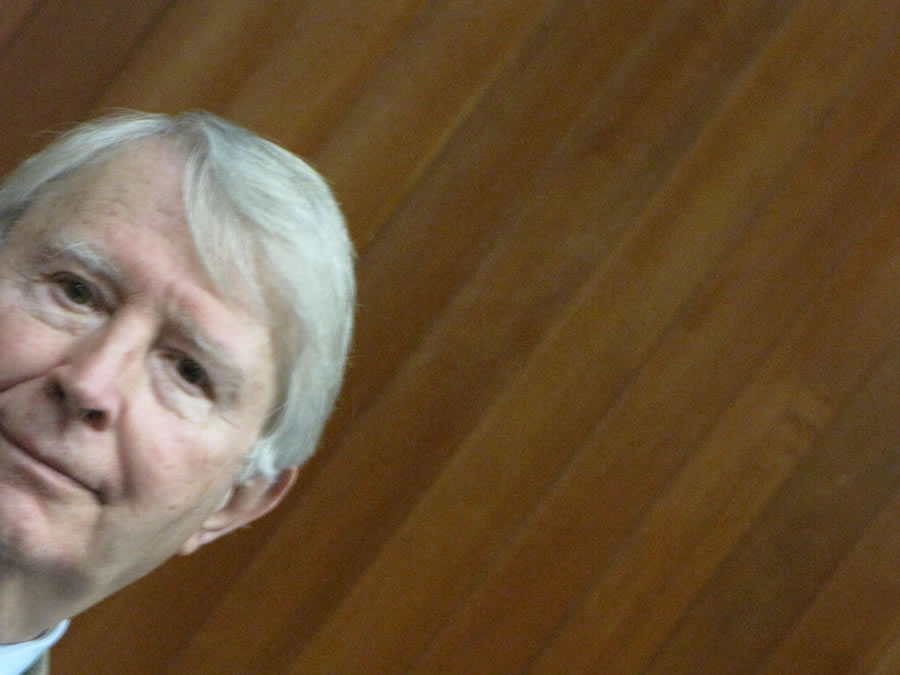
Remo Bodei en la Facultad de Filosofía y Letras, UNAM, en 2012.

- Sistema ed epoca in Hegel, Bolonia, Il Mulino 1975.
- Hegel e Weber. Egemonia e legittimazione, Bari, De Donato, 1977, con Franco Cassano.
- Multiversum. Tempo e storia in Ernst Bloch, Nápoles, Bibliopolis, 1979 (2.ª ed. aum., 1983).
- Scomposizioni. Forme dell'individuo moderno, Turín, Einaudi, 1987.
- Ordo amoris. Conflitti terreni e felicità celeste, Bolonia, Il Mulino, 1991 (3.ª ed. aum., 2005). Tr.: Ordo amoris. Conflictos terrenos y felicidad celeste, Valladolid, Cuatro.ediciones, 1998.
- Geometria delle passioni. Paura, speranza e felicità: filosofía e uso político, Milán, Feltrinelli, 1991 (7.ª ed. aum., 2003). Tr.: Una geometría de las pasiones, Barcelona, Aleph, 1995.
- Le forme del bello, Bolonia, Il Mulino, 1995. Tr.: La forma de lo bello, Madrid, A. Machado, 1999.
- La filosofía nel Novecento, Roma, Donzelli, 1997. Tr.: Filosofía del siglo XX, Madrid, Alianza, 2001. ISBN 978-84-206-6783-6
- Se la storia ha un senso, Bérgamo, Moretti & Vitali, 1997.
- La politica e la felicità (con Luigi Franco Pizzolato), Roma, Lavoro, 1997.
- Il noi diviso. Ethos e idee dell’Italia repubblicana, Turín, Einaudi, 1998.
- Le logiche del delirio. Ragione, affetti, follia, Roma-Bari, Laterza, 2000. Tr.: Las lógicas del delirio, Razón, afectos, locura, Madrid, Cátedra, 2002. ISBN 978-84-376-1944-6
- Senza Dio. Figure e momenti dell'ateismo, Brescia, Morcelliana, 2001.
- Il dottor Freud e i nervi dell'anima. Filosofía e società a un secolo dalla nascita della psicoanalisi, Roma, Donzelli, 2001. Tr.: El doctor Freud y los nervios del alma, Valencia, Pre-Textos, 2004, conversaciones con C. Albarella.
- Destini personali. L'età della colonizzazione delle coscienze, Milán, Feltrinelli, 2002. Tr.: Destinos personales. La era de la colonización de las conciencias, Buenos Aires, El cuenco de plata, 2006.
- Una scintilla di fuoco. Invito alla filosofía, Bolonia, Zanichelli, 2005.
- Piramidi di tempo. Storie e teoria del déjà vu, Bolonia, Il Mulino, 2006. Tr.: Pirámides de tiempo: historias y teoría del déjà vu, Valencia, Pre-Textos, 2010. ISBN 978-84-92913-65-7
- Il sapere della follia, Módena, Fondazione Collegio San Carlo per Festival Filosofía, 2008.
- «Il dire la verità nella genealogia del soggetto occidentale», en AA. VV., Foucault oggi, Milán, Feltrinelli, 2008.
- Paesaggi sublimi. Gli uomini davanti alla natura selvaggia, Milán, Bompiani, 2008.  Tr.: Paisajes sublimes: el hombre ante la naturaleza salvaje, Siruela, 2011 ISBN 978-84-9841-408-0
- La vita delle cose, Roma-Bari, Laterza, 2009. Tr.: La vida de las cosas. Buenos Aires/Madrid, Amorrortu, 2013. ISBN 978-84-610-9044-0
- Ira. La passione furente, Bolonia, Il Mulino, 2010.
- Beati i miti, perché avranno in eredità la terra (con Sergio Givone), Turín, Lindau, 2013.
- Immaginare altre vite. Realtà, progetti, desideri, Milán, Feltrinelli, 2013.
- Generationi, Roma-Bari, Laterza, 2014.

Publicaciones en francés:
- Le prix de la liberté, Paris, Du Cerf, 1995.

Publicaciones en castellano:
- Hölderlin: la filosofía y lo trágico, Madrid, A. Machado, 1990.
- Barroco y neobarroco, Madrid, Cátedra, 1993.
- Ordo amoris. Conflictos terrenos y felicidad celeste, Valladolid, Cuatro.ediciones, 1998.
- Colab. en Pier Paolo Pasolini: palabra de corsario, Madrid, Bellas Artes, 2005, ISBN 978-84-86418-55-7
- Colab. en Las ideas del arte: de Altamira a Picasso, Santander, Fundación Botín, 2009 ISBN 978-84-96655-47-8
- Imaginar otras vidas. Realidades, proyectos y deseos, Maria Pons Irazazábal (Trad.), Barcelona, Herder, ISBN  9788425433788
- Generaciones. Edad de la vida, edad de las cosas, Maria Pons Irazazábal (Trad.), Barcelona, Herder, ISBN  9788425434587
- Paisajes sublimes: el hombre ante la naturaleza salvaje, Madrid, Siruela, 2011.